# Ferronordita-(La)
La ferronordita-(La) és un mineral de la classe dels silicats, que pertany al grup de la nordita. Rep el nom per la seva relació amb la ferronordita-(Ce).

## Característiques
La ferronordita-(La) és un silicat de fórmula química Na₃Sr(La,Ce)FeSi₆O17. Va ser aprovada com a espècie vàlida per l'Associació Mineralògica Internacional l'any 2000. És l'anàleg amb Fe2+ de la nordita-(La) i amb lantani de la ferronordita-(Ce).
Segons la classificació de Nickel-Strunz, la ferronordita-(La) pertany a «09.DO - Inosilicats amb 7-, 8-, 10-, 12- and 14-cadenes periòdiques» juntament amb els següents minerals: piroxferroïta, piroxmangita, pel·lyïta, nordita-(Ce), nordita-(La), ferronordita-(Ce), manganonordita-(Ce), alamosita i liebauïta.

## Formació i jaciments
Va ser descoberta al mont Bolshoi Punkaruaiv, situat al districte de Lovozero, dins l'óblast de Múrmansk (Rússia). Es tracta de l'únic indret de tot el planeta on ha estat descrita aquesta espècie mineral.